# Estancia (Nou Mèxic)
Estancia és una població dels Estats Units i seu del comtat de Torrance a l'estat de Nou Mèxic. Segons el cens del 2000 tenia 1.584 habitants.

## Demografia
Segons el cens del 2000, Estancia tenia 1.584 habitants, 393 habitatges, i 284 famílies. La densitat de població era de 107,3 habitants per km².
Dels 393 habitatges en un 35,9% hi vivien nens de menys de 18 anys, en un 50,9% hi vivien parelles casades, en un 17,8% dones solteres, i en un 27,7% no eren unitats familiars. En el 24,4% dels habitatges hi vivien persones soles el 10,2% de les quals corresponia a persones de 65 anys o més que vivien soles. El nombre mitjà de persones vivint en cada habitatge era de 2,7 i el nombre mitjà de persones que vivien en cada família era de 3,2.
Per edats la població es repartia de la següent manera: un 20,6% tenia menys de 18 anys, un 10,7% entre 18 i 24, un 40,2% entre 25 i 44, un 20,6% de 45 a 60 i un 7,9% 65 anys o més.
L'edat mediana era de 34 anys. Per cada 100 dones de 18 o més anys hi havia 217,7 homes.
La renda mediana per habitatge era de 24.276 $ i la renda mediana per família de 33.750 $. Els homes tenien una renda mediana de 26.932 $ mentre que les dones 18.214 $. La renda per capita de la població era de 8.479 $. Aproximadament el 19,9% de les famílies i el 25,3% de la població estaven per davall del llindar de pobresa.

## Poblacions més properes
El següent diagrama mostra les poblacions més properes.